# Georges d'Ostoya
Jerzy Boleslas Soszyński-Ostoja, dit Georges d'Ostoya (Włocławek, 27 août 1872 - Paris 12e, 27 avril 1941, est un artiste peintre, dessinateur, illustrateur, caricaturiste, écrivain et traducteur polonais d'expression française.

## Parcours

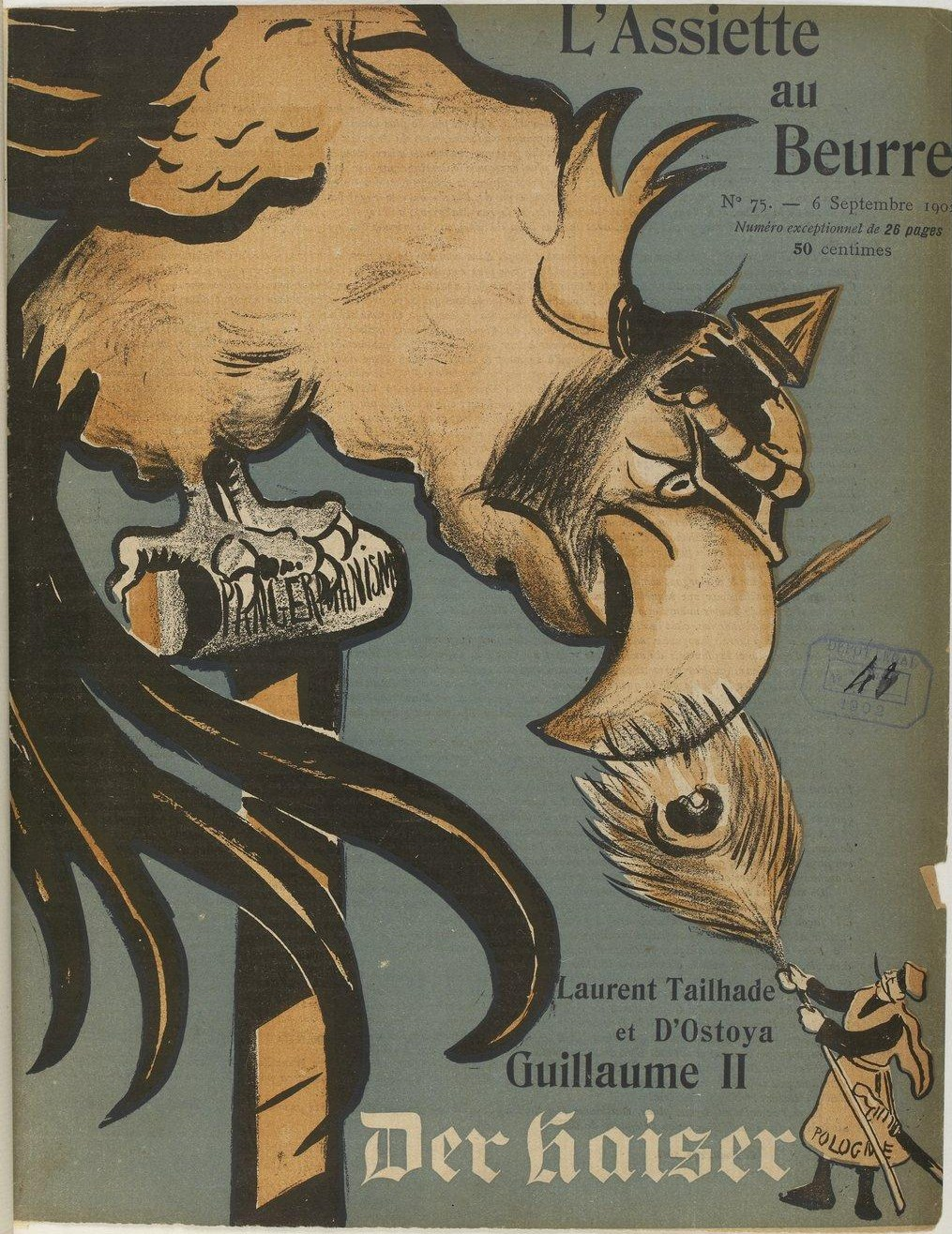
L'Assiette au beurre du 6 septembre 1902 contre le kaiser, avec Laurent Tailhade aux textes.

Selon André Salmon et les époux Dixmier, Georges d'Ostoya, né en Pologne, s’enrôla dès l'âge de 16 ans dans la Légion étrangère. Durant sa carrière militaire, il voyagea en Turquie, avant de s'installer à Paris vers 1900. Titré « baron », il serait lié aux Ostoja (en).
Connu en France d'abord sous le nom de « d'Ostoya » en tant que caricaturiste pour Le Rire, puis surtout L'Assiette au beurre à partir de juin 1901, il reste l'un des plus gros contributeurs de cet hebdomadaire satirique illustré, avec pas moins de 41 couvertures et compositions d'albums s'étalant jusqu'en 1912. Son style emprunte parfois au caricaturiste autrichien Eduard Thöny.
En 1908-1909, il illustre deux brochures du militant anarchiste Józef Zieliński (1861-1927), imprimées à Paris directement en polonais. 
En 1913, il signe pour la première fois sous le nom de Georges d'Ostoya un roman intitulé L'Amour d'une Russe et publié chez Ferenczi & fils.
Durant la Première Guerre mondiale, d'Ostoya fait montre d'un antigermanisme et d'un antimonarchisme virulents, fustigeant à travers des albums lithographiés l'Allemagne dévorant la Pologne ou la famille impériale d'Autriche-Hongrie décatie. Il reste en cela fidèle à ses engagements pris durant la période 1902-1912, où son pinceau chargeait systématiquement le tsar Nicolas II, les diverses têtes couronnées d'Europe centrale, de la Turquie ottomane ou de la Couronne britannique. 
Après 1918, il poursuit sa collaboration au monde du livre en entreprenant une série de traductions à partir du russe et du polonais. Il a travaillé avec Emmanuel Bove pour Ferenczi, et a introduit André Salmon chez cet éditeur (les deux hommes avaient composé ensemble L'Assiette au beurre du 10 septembre 1910, un « concours de chansons de route »). 
D'Ostoya semble publier moins de dessins de presse et de caricatures au cours des années 1920-1930. L'on trouve désormais son nom associé à des travaux de révisions de traductions et d'écrits posthumes inédits en français de Léon Tolstoï, ainsi qu'à des textes de Fiodor Dostoïevski, traductions parfois menées aux côtés de Bove d'après Gustave Masson (1819-1888) et qu'il émaille d'illustrations. 
Il poursuit également une œuvre de romancier et d'essayiste, notamment chez Georges Crès, puis collabore aux magazines Nouveau Siècle, Fantasio, et au Miroir du monde (1933) dans lequel il publie une nouvelle intitulée « Le Train fantôme ».

## Albums et ouvrages publiés
- L'Amour d'une Russe, roman, coll. « Le petit livre », Paris, Ferenczi, 1913.
- Le Livre des atrocités allemandes d'après les Rapports officiels, recueil de 18 estampes, texte d'Henri Galli, L'Édition de guerre, 1914.
- Leurs têtes aux corbeaux, "Album de 24 portraits", Le Prince éditeur, sans date, vers 1914
- Hugues Delorme, Sourires & coups de sabre, poèmes illustrés par d'Ostoya, Paris, Maison de l’Édition, 1915.
- 1915 : la ruée germanique sur la Pologne, avec Antoni Potocki, Paris, Édition de la Revue de Pologne, 1915.
- L'Invasion des barbares, 24 lithographies, Paris, Le Prince, 1916.
- Les Mercenaires : À la légion étrangère, roman, Paris, Renaissance du livre, 1920.
- L’Île de la survie[8], roman, Paris, G. Crès, 1923.
- Un romantique polonais : Julius Slowacki, essai, [S. l.], 1927.
- Les Militaires polonais dans les armées françaises, l'ancien régime et la révolution, essai écrit avec Stéphane Wlocewski (Stefan Włoszczewski), Paris, Picart, 1936.

## Traductions & adaptations
- Léon Tolstoï, Le Mystère de Fédor Kouzmitch, trad. d'après Gustave Masson, Paris, Bossard, 1925.
- Léon Tolstoï, Une alerte, 1926.
- Dostoïevski, Une fâcheuse histoire, trad. d'apr. Gustave Masson, Paris, Nelson, 1926.
- Arkady Avertchenko, Douze couteaux dans le dos de la Révolution, traduit et adapté du russe par G. d'Ostoya, Paris, La Renaissance du livre [78, boulevard Saint-Michel], 1928.
- Dostoïevski, Une femme douce, trad. d'apr. G. Masson, Illustrations de Gierlowski, Paris, M. Seheur, 1927.
- Dostoïevski, L'Arbre de Noël et le Mariage, Les Annales de la Patrie, 1848[9].
- Léon Tolstoï, Idylles paysannes, trad. avec Emmanuel Bove, Paris, Baudinière, 1924 [rééd. avec une préface de Jean-Philippe Domecq, Le Castor astral, 1995].
- Léon Tolstoï, Le réveillon du jeune tsar et autres contes, trad. d'apr. Gustave Masson, Paris, Gallimard, 2005 [rééd.].